# Де Лазари, Николай Константинович
Николай Константинович де Лазари (Делазари) (30 октября (11 ноября) 1871, Москва — 1941, Серпухов) — поэт и прозаик; сын актёра Константина де Лазари (Константинова), брат актёра Ивана Константиновича де Лазари.

## Биография
Учился в приюте принца Ольденбургского и на драматических курсах. С 1900 по 1913 работал помощником контролера Московско-Казанской железной дороги. В 1913 году в чине титулярного советника вышел в отставку. Сотрудничал с газетами и журналами: «Огонёк», «Биржевые ведомости», «Вечерние известия», «Вихрь», «Гудок», «Нива», «Новости», «Пробуждение» и др. Писал под псевдонимами: Гидальго; Б. Кукавинский; Н. К.—Д. Погиб во время оккупации в инвалидном доме[уточнить].

### Семья
Отец — Константин Николаевич де Лазари, мать — Прасковья Павловна Павлова.
Жена — Мария Алексеевна Еловская.

## Сочинения
- Кляксы. — СПб., 1907 (сатирические миниатюры).
- Любовь человека. — СПб., 1909 (сборник рассказов).
- Страсть. — Пг., 1915 (стихи).
- Оригинальные рассказы. — М., 1918.